# La Bodera
La Bodera es un municipio y localidad española de la provincia de Guadalajara, en la comunidad autónoma de Castilla-La Mancha. El término municipal tiene una población de 20 habitantes (INE 2024).

## Símbolos
El escudo heráldico que representa al municipio fue aprobado el 20 de mayo de 1998 con el siguiente blasón:

Escudo español, de sinople un mazo de plata cargado en aspa de un pico de sable, mantelado en curva de plata con una sierra de sinople sobre ondas de azur y plata. Al timbre la corona real cerrada.
Diario Oficial de Castilla-La Mancha nº 26 de 5 de junio de 1998

## Geografía
La localidad de La Bodera se encuentra en el norte de la provincia de Guadalajara a 1124 m sobre el nivel del mar.
| Noroeste: La Miñosa         | Norte: La Miñosa | Noreste: Atienza               |
| Oeste: Robledo de Corpes    |                  | Este: Riofrío del Llano        |
| Suroeste: Robledo de Corpes | Sur: Angón       | Sureste: Rebollosa de Jadraque |

## Historia
Hacia mediados del siglo XIX, el lugar tenía contabilizada una población de 203 habitantes. Aparece descrito en el cuarto volumen del Diccionario geográfico-estadístico-histórico de España y sus posesiones de Ultramar de Pascual Madoz de la siguiente manera:

BODERA (la): l. con ayunt. de la prov. de Guadalajara (10 leg.), part. jud. de Alienza (1), aud. terr. y c. g. de Castilla la Nueva (Madrid 20), dióc. de Sigüenza (4): sit. al pie de la sierra de su mismo nombre, con buena ventilacion, su clima es frió, y sus enfermedades mas comunes catarrales y fiebres inflamatorias: tiene 56 casas, la de ayunt., escuela de instruccion primaria, pagada por los padres de los 25 alumnos que concurren, otra de niñas á la que asisten 3 discípulas, y una igl. parr. (Santiago Apóstol), confina el térm. N. Atienza; E. Riofrio; S. Cardeñosa, y O. Rebollosa de Jadraque á 1/2 leg. en todas direcciones; dentro de él se encuentran varias fuentes de buenas aguas, y 2 ermitas (Ntra. Sra. de los Remedios y la Soledad), el terreno es escabroso, hay una deh. poblada de robles y un monte hueco con el mismo arbolado; le fertiliza un r. que nace en Bañuelos y baña ademas los pueblos de Cañamares, La Miñosa, Naharros y Palmaces, en cada uno de los que toma su respectivo nombre. caminos: los de pueblo á pueblo, todos de herradura y en mediano estado: recibe el correo de la adm. de Atienza, por un vec. que comisiona el ayunt., los domingos, miércoles y viernes, y sale los mismos dias: prod. trigo, centeno, cebada y patatas; cria ganado lanar, cabrio y vacuno, caza de perdices, conejos y liebres, y en el r. hay algunos peces: tambien se hallan algunas minas principiadas á esplotar, y segun el dictamen de los inteligentes, contienen diversos metales: ind. el beneficio de estas minas y un molino harinero: pobl. 58 vec., 203 alm.: cap. prod. 1.066,430 rs.: imp. 74,650: contr. 5,372 rs.: el presupuesto municipal asciende á unos 1,000 rs., y se cubre con los prod. de propios.
(Madoz, 1846, p. 371)

En el contexto de la «fiebre de la plata» desatada en la región a mediados del siglo XIX a raíz del hallazgo de los ricos yacimientos argentíferos de la cercana localidad de Hiendelaencina, las minas de plata de La Bodera —pertenecientes al llamado Distrito Minero de Hiendelaencina y situadas en ambos márgenes del río Cañamares en la frontera con Robledo de Corpes en el suroeste del municipio— alcanzaron una producción importante del metal, aunque con altibajos, en una explotación que perduró hasta 1925 —aunque el declive final ya se había producido a partir de 1916— cuando se cerró la última mina.

## Demografía
La Bodera cuenta con una población de 20 habitantes (INE 2024).
| Gráfica de evolución demográfica de La Bodera entre 1842 y 2021                                                     |
| |
| Población de derecho según los censos de población del INE Población de hecho según los censos de población del INE |

## Fauna
Fauna cinegética mayor y menor, destacando la presencia de corzo y jabalí. Aves rapaces.

## Flora
Fresno, roble, encina, chopo, olmo, marojo, estepa, jara y cantueso.

## Enlaces relacionados
- Anexo:Municipios de la provincia de Guadalajara